# Богларка Капаш
Богларка Капаш (угор. Kapás Boglárka, нар. 22 квітня 1993, Дебрецен, Угорщина) — угорська плавчиня, бронзова призерка Олімпійських ігор 2016 року.

## Виступи на Олімпійських іграх
| Олімпіада   | Дисципліна             | Місце |
| ----------- | ---------------------- | ----- |
| Пекін 2008  | 400 м вільним стилем   | 29    |
| Лондон 2012 | 400 м вільним стилем   | 17    |
| Лондон 2012 | 800 м вільним стилем   | 6     |
| Ріо 2016    | 400 м вільним стилем   | 4     |
| Ріо 2016    | 800 м вільним стилем   | 3     |
| Ріо 2016    | 4×200 м вільним стилем | 6     |